# Paranoia
Paranoia este un proces de gândire puternic afectat de anxietate sau frică, de multe ori până la iraționalitate și delir, decurgând fără halucinații și schimbări accentuate de personalitate. Gândirea paranoică este caracterizată de obicei de neîncredere sau suspiciune față de ceilalți. Paranoia este denumirea dată unei stări de orgoliu exagerate, de gândire greșită, de interpretări false, fiind o boală psihiatrică încadrată în clasa psihozelor. Istoric, această caracterizare a fost folosită pentru a descrie orice formă de delir.
Câteodată, în vorbirea cotidiană, termenul paranoia este folosit greșit pentru a descrie o fobie. De exemplu, o persoană nu vrea să zboare de frica prăbușirii avionului. Acest lucru nu indică automat paranoia, ci mai degrabă o fobie. Faptul că nu este învinovățit cineva în acest caz indică mai degrabă prezența unei fobii. Starea de paranoia apare în momentul în care subiectul poate fi considerat normal, însă este condus de o tulburare la limita psihiatriei. Un aspect important al gândirii paranoice îl reprezintă centralitatea: faptul că paranoicul se vede ca o personalitate centrală într-un scenariu care poate fi periculos sau grandios și interpretează evenimente care nu au nicio legătură cu ei în realitate ca fiind direcționate spre ei sau despre ei.

## Istorie
Termenul paranoia a fost folosit pentru a descrie o boală mintală în care o gândire delirantă este singura sau cea mai importantă caracteristică. Conceptul a fost descris de către Johann Christian Heinroth, apărut în anul 1818 și provine din limba greacă ("para=în afară; iar "nous"=minte). În tentativa sa originală de a clasifica bolile mentale, psihiatrul german Emil Kraepelin a folosit termenul paranoia pură pentru a descrie o condiție unde era prezent delirul, dar fără o deteriorare aparentă a capacității intelectuale și fără alte caracteristici ale dementia praecox, boala redenumită mai apoi schizofrenie. Notabil, în definiția sa, gândul nu trebuia să fie persecutor pentru a fi clasificat ca paranoic, deci orice gând delirant putea fi clasificat ca fiind paranoic. De exemplu, o persoană care are gândul delirant că este o figură religioasă importantă ar fi clasificată de Kraepelin ca suferind de "paranoia pură". Chiar și în prezent, un delir nu trebuie să aibă ca și caracteristici suspiciunea sau frica pentru a fi clasificat ca fiind paranoic. O persoană, ar putea fi diagnosticată cu schizofrenie paranoică fără un delir de persecuție, prin simplul fapt că delirul se referă la ei însăși, cum ar fi gândul că ar fi un agent SRI sau un membru cunoscut al familiei regale.

## Subtipurile Millon
Cercetătorul Millon a identificat 5 subtipuri ale paranoidului. Persoana în cauză ar putea suferi de un singur sindrom dintre următoarele:
- paranoidul fanatic, ce cuprinde manifestări narcisiste;
- paranoidul malign , ce cuprinde manifestări sadice;
- paranoidul crud, ce cuprinde manifestări negativiste;
- paranoidul insular, ce cuprinde manifestări evitante;
- paranoidul încăpățânat, ce cuprinde manifestări compulsive.

## Influențe asupra indivizilor
Recent, în cadrul medical, termenul este folosit pentru a descrie deluzii în care persoana afectată crede că este persecutată. Mai exact, ele au fost definite ca având două elemente centrale:
1. Individul crede că se întâmplă sau se va întâmpla ceva rău,
2. Individul crede că persecutorul are intenția de a-i face rău.

Întrucât se așteaptă permanent la ostilitate, ridiculizare și trădare din partea celorlalți, paranoicul ajunge ușor să sufere de mania persecuției.
Paranoicul este influențat de delir, pot apărea halucinații auditive sau vizuale, dar nu atât de frecvent ca în cazul schizofreniei sau al parafreniei. Individul are o gândire normală, iar brusc îi apar idei preconcepute cum că ar fi urmărit, înșelat, nedreptățit.
De asemenea, persoanele normale pot avea aceste suspiciuni, însă diferența este că în cazul paranoicilor, aceste îndoieli au o durată de cel puțin o lună, până ajung la stagiul de obsesii. În acest fel, indivizii își construiesc viața pe baza obsesiilor, iar sistemul de gândire devine unul bolnav. Pe lângă acestea, paranoicul își poate juca foarte bine rolul când vine vorba de ideile sale, astfel încât devine credibil, mai ales în cazul persoanelor apropiate.

## Paranoia megalomaniacă
Paranoia megalomaniacă, combinația între megalomanie și paranoia, este o descriere psihiatrică clasică. Printre publicațiile de psihiatrie recente care discută subiectul, se află și DSM-IV. 
Relația dintre paranoia megalomaniacă și conceptul dementia praecox a fost discutat de Domingo (2008).
Printre figurile istorice considerate ca fiind paranoici megalomaniaci se află și Alexandru cel Mare, Vidkun Quisling, și fostul dictator Nicolae Ceaușescu.
În literatură, paranoia megalomaniacă este "emoția operativă" din spatele romanului Thomas Pynchon, Gravity's Rainbow.

## Paranoia în tulburările psihice
Paranoia poate apărea în contextul unor tulburări psihice mai largi, cum ar fi:
1. Tulburarea de personalitate paranoidă: O condiție cronică în care persoana are un model pervaziv de neîncredere și suspiciune față de alții.
2. Schizofrenia paranoidă: Un subtip de schizofrenie caracterizat prin halucinații auditive și deluzii paranoide intense.
3. Tulburarea bipolară: În episoadele maniacale sau depresive severe, paranoia poate fi prezentă.